# El Paso and Southwestern Railroad
Le El Paso and Southwestern Railroad (EP&SW) était un petit chemin de fer américain de classe I qui opérait en Arizona, au Nouveau-Mexique, et au Texas avec une extension au Mexique. Ce chemin de fer minier était initialement appelé Arizona and South Eastern Railroad de 1888 à 1902. Il fut racheté par la Southern Pacific Transportation Company en 1955.

## Histoire

### Les origines
La Phelps Dodge Corporation,, contrôlée par William E. Dodge Jr. et Daniel Willis James, qui était sur le point d'investir dans l'industrie minière du cuivre, chargea un de ses employés, James Douglas ancien professeur de chimie, d'aller inspecter des mines dans le sud-ouest des États-Unis. Douglas suggéra aux deux hommes d'investir dans la Detroit Copper Mining Company of Arizona, laquelle possédait une mine de cuivre à Warren, Arizona. En 1881, Phelps Dodge Corporation prit non seulement des parts majoritaires dans la Detroit Copper Mining Company, mais aussi des parts minoritaires dans la mine voisine appelée Copper Queen Mine à Bisbee,. Après que la Detroit Copper et la Copper Queen eurent pris le contrôle de l'Atlanta Iode en 1884, Phelps Dodge Corporation racheta le restant des parts de la Copper Queen. Les différentes mines furent ensuite fusionner en 1885 pour constituer la Copper Queen Consolidated Mining Company, dont Douglas hérita de la présidence,,.
Avec l'augmentation de la production à Bisbee, Douglas forma l'Arizona and South Eastern Railroad en 1888,. La voie étroite reliait Bisbee à Fairbank, où elle rencontrait le Santa Fe,. Rapidement après, la ligne fut prolongée vers Benson, pour se connecter avec le Southern Pacific Railroad. La ligne atteignit ensuite la nouvelle ville de Douglas (du nom de James Douglas), où la Copper Queen Consolidated construisit un nouveau haut-fourneau. Le chemin de fer fut rebaptisé El Paso and Southwestern Railroad le 25 juin 1901, pour mieux refléter l'étendue de son réseau, bien que El Paso, Texas ne fût pas encore atteint.

### L'expansion

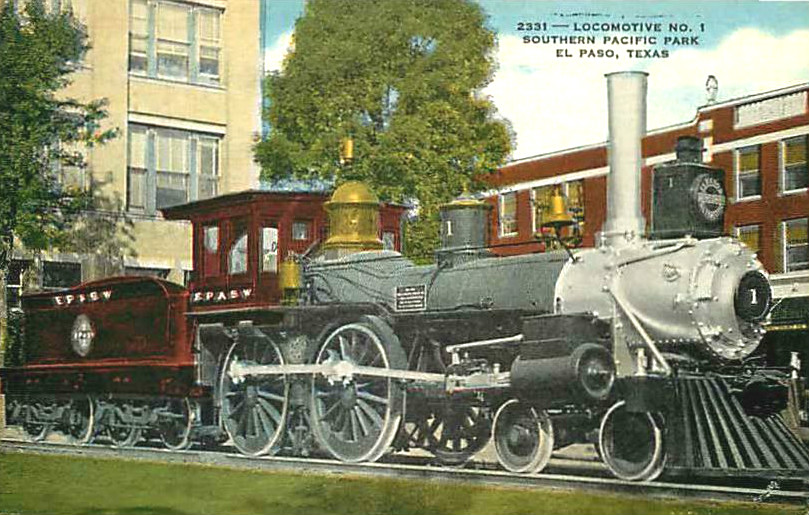
Locomotive n°1.

Pont de chemin de fer d'El Paso and Southwestern Railroad

William E Dodge Jr et Daniel Willis James firent l'acquisition de la Moctezuma Copper Company dans l'état de Sonora au Mexique. En 1902, la ligne fut prolongée de Douglas à la ville mexicaine de Nacozari de Garcia,,. Le Nacozari Railroad, possédé par la Moctezuma Copper Company, et utilisé pour transporter le minerai vers le haut-fourneau de Nacozari de Garcia, fut intégré au El Paso and Southwestern. 
La Phelps Dodge Corporation poursuivit son développement en rachetant des mines de cuivre près de Morenci, Arizona. Le Morenci Southern, filiale du El Paso and Southwestern, fut créé le 6 juin 1902, pour relier les mines de Morenci au réseau du New Mexico and Arizona Railroad, filiale quant à lui du Santa Fe,.
En 1903, le terminus du EP&SW fut prolongé de Douglas à El Paso, en construisant de nouvelles voies et en en rachetant d'autres au El Paso and Northeastern Railroad ; le réseau gagna ainsi 320 km. Le rachat du Dawson Railway permit d'atteindre Dawson, Nouveau-Mexique, où Phelps Dodge Corporation avait récemment racheté des mines de charbon pour alimenter ses hauts-fourneaux. Près de Deming, la nouvelle ligne devait traverser celle du Southern Pacific Railroad. Conscient que le SP n'avait que deux gardiens sur cette route, le EP&SW stoppa tous les trains de part et d'autre de la jonction, et posa ses rails permettant le croisement. En un jour, le EL&SW fit circuler plus de 500 wagons-trémie (ou Hopper Cars) totalement remplis sur cette nouvelle jonction afin d'établir un droit de passage. Le SP engagea des poursuites et gagna une injonction temporaire. Mais cette injonction ne fut jamais appliquée et le El Paso and Southwestern continua à traverser la ligne du Southern Pacific.
Après la mort de Dodge en 1903 et celle de James en 1907, les différentes compagnies de chemins de fer, les compagnies minières, les firmes immobilières et les autres filiales furent toutes fusionnées dans la Phelps, Dodge and Company,.
L'expansion du chemin de fer se poursuivit graduellement, et en 1917 le El Paso and Southwestern Railroad avait plus de 1 600 km de voies en exploitation,. Mais la même année, le EP&SW fut impliqué dans une terrible infraction aux libertés individuelles. Lors de la Bisbee Deportation, les officiels du chemin de fer collaborèrent avec leurs homologues des filiales minières de Phelps Dodge afin de déporter plus de 1300 mineurs grévistes, leurs partisans, et d'autres citoyens spectateurs. Ils furent déplacés de Bisbee à Hermanas, Nouveau-Mexique, sur plus de 320 km.

### La disparition
La chute mondiale du cours du cuivre après la Première Guerre mondiale affecta les finances du chemin de fer et des mines qu'il desservait. En 1924, le Southern Pacific Transportation Company (SP) loua la totalité du El Paso and Southwestern Railroad à Phelps Dodge and Company,. En 1929, l'Interstate Commerce Commission (ICC) autorisa l'abandon de l'embranchement de Deming. Le SP commença par prendre des parts dans le El Paso and Northeastern Railroad en novembre 1937,, puis il acquit le El Paso Southern Railway en décembre 1954.
Le El Paso and Southwestern Railroad fut racheté à Phelps Dodge and Company et fusionné au Southern Pacific en 1955; la filiale au Texas subsista jusqu'en 1961.

## Patrimoine ferroviaire

### Réutilisation du tracé des lignes
Les autoroutes suivent une bonne partie des lignes du El Paso and Southwestern Railroad.
Partant de Tucson, Arizona, l'Arizona State Route 80 longe largement le chemin de fer en direction de Douglas. Puis elle suit les anciennes voies vers Rodeo, Nouveau-Mexique au nord-est. À cet endroit, les voies divergent de l'autoroute et suivent la Gas Line Road jusqu'à son intersection avec la New Mexico State Road 9 près d'Animas, Nouveau-Mexique. La State Road 9 passe à côté ou sur l'ancienne ligne jusqu'à ce qu'elle atteigne El Paso, Texas.
La ligne de Douglas à Morenci, Arizona est suivie par la US Route 191. Quant à la ligne mexicaine de Douglas à Nacozari de García, elle est suivie par la Carretera Federal Mexicana 14. La ligne au Nouveau-Mexique est parallèle ou recouverte par l'Interstate 25, puis à partir de Maxwell, Nouveau-Mexique, elle suit la New Mexico State Road 505 jusqu'à Colfax, Nouveau-Mexique. La Dawson Road longe les restes de l'ancienne ligne entre Colfax et la ville fantôme de Dawson. 

### Bâtiments remarquables
Certains bâtiments du El Paso and Southwestern sont inscrits au National Register of Historic Places. Notamment : le El Paso and Southwestern Railroad Depot au 419 ouest Congress Street à Tucson, Arizona ; le El Paso and Southwestern Railroad Depot (aussi connu sous le nom de Southern Pacific Railroad Passenger Depot) à l'angle de la 14 th Street et de l'H Avenue à Douglas, Arizona ;  et le El Paso and Southwestern Railroad YMCA (aussi appelé Douglas YMCA) au 1000 Pan American Avenue à Douglas.

### Ouvrages principaux
- Aubé, Raymond F. The 48th. Bloomington, Ind.: AuthorHouse, 2005.  (ISBN 1420877550).
- Beach, Frederick Converse and Rines, George Edwin. The Americana: À Universal Reference Library. New York: The Americana Co., 1911.
- Byrkit, James. "The Bisbee Deportation." In American Labor in the Southwest. James C. Foster, ed. Tucson: University of Arizona Press, 1982.  (ISBN 0816507414).
- Cleland, Robert Glass. À History of Phelps Dodge: 1834–1950. New York: Alfred A. Knopf, 1952.
- Cravens, Chris. "El Paso and Southwestern Railroad." In The New Handbook of Texas. Austin, Tex.: Texas State Historical Association, 1996.  (ISBN 0876111517).
- Dubofsky, Melvyn. We Shall Be All: À History of the Industrial Workers of the World. Abridged ed. Champaign, Ill.: University of Illinois Press, 2000.  (ISBN 0252069056).
- Foner, Philip S. History of the Labor Movement in the United States. Vol. 7: Labor and World War I, 1914–1918. New York: International Publishers, 1987. Cloth  (ISBN 0717806383); Paperback  (ISBN 0717806278).
- Herfindahl, Orris C. Copper Costs and Prices: 1870–1957. Washington, D.C.: RFF Press, 1959.  (ISBN 0801802679).
- Jensen, Vernon H. Heritage of Conflict: Labor Relations in the Nonferrous Metals Industry up to 1930. Ithaca, N.Y.: Cornell University Press, 1950.
- "Phelps Dodge Corporation." In International Directory of Company Histories. Vol. 75. Jay P. Pederson, ed. Florence, Ky.: St. James Press, 2006.  (ISBN 1558625798).
- Truett, Samuel. Fugitive Landscapes: The Forgotten History of the U.S.-Mexico Borderlands. New Haven, Conn.: Yale University Press, 2006.  (ISBN 030011091X).
- Whitten, David O.; Whitten, Bessie Emrick; and Sisaye, Seleshi. The Birth of Big Business in the United States, 1860–1914: Commercial, Extractive, and Industrial Enterprise. Westport, Conn.: Greenwood Publishing Group, 2005.  (ISBN 031332395X).

### Ouvrages complémentaires
- Robertson, Donald B. Encyclopedia of Western Railroad History: The Desert States: Arizona, Nevada, New Mexico, Utah. Caldwell, Idaho: The Caxton Printers, 1986.  (ISBN 0870043056).
- Stindt, Fred A. American Shortline Railway Guide. 5th ed. Waukesha, Wisc.: Kalmbach Publishing, 1996.  (ISBN 0890242909).